# 戴芳
戴芳（?—?），贵州鎮寧人，清朝政治人物、同進士出身。
乾隆二十六年（1761年）太后七旬辛巳恩科進士，三甲一百十七名，后官知縣。